# 원주시·원성군
원주시·원성군은 대한민국의 옛 국회의원 선거구이다. 당시 강원도 원주시와 원성군 지역을 관할했다.

## 역사
제6대 국회의원 선거를 앞두고 원주시 선거구와 원성군 선거구가 통합되면서 신설되었다.
제9대 국회의원 선거를 앞두고 원주시와 원성군이 홍천군, 횡성군과 함께 원주시·원성군·홍천군·횡성군 선거구를 이루게 되면서 폐지되었다.

## 역대 국회의원
| 선거   | 정당 | 정당       | 의원   |
| ------ | ---- | ---------- | ------ |
| 1963년 |      | 민주당     | 박영록 |
| 1967년 |      | 신민당     | 박영록 |
| 1971년 |      | 민주공화당 | 김용호 |

## 역대 선거 결과

### 대한민국 제6대 국회의원 선거
|  | 35.75% |

|  | 30.45% |

|  | 22.52% |

|  | 4.16% |

|  | 3.41% |

|  | 2.21% |

|  | 1.47% |

### 대한민국 제7대 국회의원 선거
|  | 50.91% |

|  | 43.68% |

|  | 2.17% |

|  | 1.79% |

|  | 1.43% |

### 대한민국 제8대 국회의원 선거
|  | 50.61% |

|  | 47.97% |

|  | 1.15% |

|  | 0.25% |